# プロトパンク
プロトパンク(またはプロト-パンク、proto-punk (or protopunk)  は、1960年代から1970年代半ばにかけてガレージ・バンドによって主に演奏されたロック・ミュージックで、パンク・ロックムーブメントの前兆となった音楽。
関係するミュージシャンは、一般的に、もともとお互いに関係がなく、さまざまな背景やスタイルを持っていた。一緒に、彼らはパンクの音楽的および主題的な属性の多くを予期した。

## 意味
Allmusicガイドによると
プロト・パンクに分類されるほとんどのアーティストは、1960年代から1970年代初頭のロック・パフォーマーであり、グラム・ロック・バンドのニューヨーク・ドールズと共に、ガレージ・ロック/アート・ロック・バンドのゼム、ベルベット・アンダーグラウンド、シャッグス、 MC5 、ストゥージズ、が典型的なプロト・パンク・アーティストと見なされている 。

## 起源と語源
「パンクロック」という用語の最も初期の書面による使用の1つは、批評家のデイブ・マーシュによるもので、1970年に、1966年に曲「96ティアーズ」で大ヒットを記録した米国のグループ、クエスチョン・マーク&ザ・ミステリアンズを説明するために使用した。1960年代半ばから後半にかけて、多くの米国のバンドがガレージロックを演奏していた。ガレージ・バンドのスタイルはさまざまだが、評論家のマイケル・ハンは、13thフロア・エレベーターズやザ・ソニックスなどの「最もタフで怒りっぽいガレージ・ロッカー」がガレージパンクの代表格であると考えている。AllMusicは、ソニックスやモンクスのようなバンドがパンクを「予期した」と述べている。後者は同様に原始パンクの例として引用されており、ソニックスの1965年のデビューアルバム『ヒア・アー・ザ・ソニックス』は「パンク・ロックの初期のテンプレート」として引用されている。音楽ジャーナリストのジェイソン・ドレイパーは、ローリング・ストーンズの1966年のライヴ・アルバム『Got Live If You Want It!』を引用している。別の例として、ザ・シーズのようなサイケデリックなガレージ バンドの生のサウンドとアウトサイダーな姿勢は、原始パンクの典型的な人物として知られるようになるバンドのスタイルの予兆でもあった。
米国の2つの主要なプロト・パンク・バンドによるデビュー・アルバムは、1969年にミシガン州のデトロイト都市圏からリリースされた。デトロイトのMC5は1月に『Kick Out the Jams』をリリースし、 アナーバーのザ・ストゥージズは8月にセルフタイトルのアルバムをリリースした。後者のアルバムは、ニューヨークのヴェルヴェット・アンダーグラウンドの元メンバーであるジョン・ケイルによってプロデュースされ、直接的または間接的に、パンクロックの作成に携わる多くの人々に影響を与えた。ストゥージズは1970年にセカンド・アルバム「ファン ハウス」をリリースした。アメリカのミシガン州は、ザ・ドッグス、ザ・パンクス、デスバンドの発祥の地でもあり、後者は先駆的ではあるが商業的に成功していないアフリカ系アメリカ人のプロト・パンク・グループである。

### 米国外での展開
ザ・フーは1965年にプロト・パンクのシングル「マイ・ジェネレーション」をリリースした。1970年代初頭、西ロンドンのラドブローク・グローブを中心とした英国のアンダーグラウンドカウンター・カルチャー・シーンは、デヴィアンツ、ピンク・フェアリーズ、ホークウインド、エドガー・ブロートン・バンド、スタック・ワディ、サード・ワールド・ウォーなど、プロト・パンクと見なされてきた多くのバンドを生み出した。同時代のクラッシュド・バトラーは「英国初のプロト・パンク・バンド」と呼ばれてきた。Allmusicによると、グラムロックは「そのシンプルで歯ごたえのあるギター・リフ、その法外なスタイルのセンス、そして英国訛りで歌おうとするアーティストの意欲 (デビッド・ボウイやロキシー・ミュージックの特異なイメージは言うまでもない) によって、多くの将来のパンクスに影響を与えた。 デヴィッド・ボウイは、ジギー・スターダストのペルソナで巧妙さと誇張を中心的な要素とし、後にパンク・アクトに採用された。グラム・グループのハリウッド・ブラッツも同様に「パンクの原型」や「ニューヨーク・ドールズに対する英国の答え」として引用されている。ドクターズ・オブ・マッドネスは、ボウイのプレゼンテーションのコンセプトに基づいて構築されたが、概念的にはパンクと同一視される方向に進んでいた。ロンドンのパブロックシーンのバンドは、音楽を基本に戻し、R&B の影響を受けたロックンロールをハードに演奏することで、パンクを予期していた。1974年までに、シーンのトップ アクトである。
Dr. フィールグッドは、パンクの爆発で役割を果たすことになるストラングラーズやコック・スパラーなどの他のアーティストへの道を開いていた。その年に結成されたパブロック・バンドの中に 101ersがあり、そのリード・シンガーは2年後にジョー・ストラマーという名前を採用し、パンク バンドのザ・クラッシュを結成した。
西ドイツのデュッセルドルフでは、「パンク・ビフォア・パンク」バンドノイ!が、カンなどのグループのクラウトロックの伝統に基づいて、1971年に結成された。Simply Saucerは1973年にカナダのハミルトンで結成され、「カナダ初のプロト・パンク・バンド」と呼ばれており、ガレージ ロック、クラウトロック、サイケデリアなどの影響をブレンドして後に「頻繁なパンクのうなり声。」 を足した。
日本では、反体制派「頭脳警察」がガレージ、サイケ、フォークを混ぜ合わせた。バンドの最初の2枚のアルバムは、歌詞が業界の規制に違反していることが判明した後、発売中止された、それは彼らの「精神.. パンク運動によって再び取り上げられた」ものであると言える。
ストゥージズとMC5に主に触発された新世代のオーストラリアのガレージ・ロック・バンドは、すぐに「パンク」と呼ばれるサウンドにさらに近づいた。 1965年に悪名高いオーストラリアとニュージーランドのツアーを行ったイギリスのプリティ・シングスのサウンドに続き、シドニーにいる間、1974年にデトロイトの駐在員デニズ・テックによって共同設立されたラジオ・バードマンは、小さいながらも熱狂的なファンにギグを演奏し始めた。セインツはパンク・バンドと見なされ、「オーストラリアにとっては、セックス・ピストルズが英国に、ラモーンズがアメリカにあったようなもの」であると見なされている一方で、ラジオ・バードマンはパンクの共同創設者と見なされているが、プロト・パンクとも呼ばれる。
南米では、1964年にペルーのリマでガレージ・バンドのロス・サイコスが登場。彼らは、プロトパンクとして分類できる最初のラテンアメリカのグループの1つと考えられている。彼らの代表曲の1つは、1965年にシングルとしてリリースされた「Demolición」である。

## アーティスト一覧
- ザ・ソニックス
- ザ・シーズ
- 13thフロア・エレベーターズ
- ヴェルヴェット・アンダーグラウンド
- ザ・ストゥージズ
- MC5
- ニューヨーク・ドールズ